# فلم ماثيسيوس
فيلم ماثيسوس[بالإنجليزية: Vilem Mathesius ]، هو عالم لغويات تشيكي، أحد زعماء حلقة براغ (Prague Linguistic Circle) التي ضمت من عدد من علماء اللغويات والنقاد. وقد ساهم في تطوير طرق التحليل اللغوي التركيبيه بين عامي 1928 الي 1939 وبعد الحرب العالمية الثانية ظل تأثيره واضحًا علي علم اللغويات. وتوسع في مجالات البحث اللغوي، وأدخل سياقات الاستخدام اللغوي (context of language use) وطوروا علم الصوتيات (phonology) وأثبت وجود خصائص مشتركة بين أصوات كل اللغات الإنسانية، وأن نظماً متشابهة تحكم إنتاج الأصوات الإنسانية، وأن جهود اللغويات التحليلية يجب أن تنصب على اكتشاف خصائص الصوت المميزة أكثر من الاهتمام بطرق جمع صوت مع آخر، وركزت حلقة براغ جهودها للتعرف على الخصائص المشتركة بين الوحدات الصوتية الأساسية المتشابهة في اللغات المختلفة في الوقت الذي انصبت فيه جهود الوصفيين على تحديد وتوصيف كل صوت في كل لغة معروفة لديهم.
تزعم العالم التشيكي البارز فيلم ماثيسيوس الحلقة حتي وفاته في 1945. ضمت الحلقة علماء روس مثل رومان جاكبسون ونيكولاى تروبيتسكوى وسيرجي كراكفيسكى وأيضا عالمي اللغة التشيكيين البارزين رينيه ويليك ويان مكاروفسكي، بالإضافة إلى عمله في علم اللغة، أسس عام 1912 قسم فقه اللغة الإنجليزية في جامعة تشارلز، والذي كان أول قسم من هذا النوع في تشيكوسلوفاكيا. بقي رئيسًا للقسم حتى عام 1939، عندما أغلق النازيون جميع الجامعات التشيكية. القسم موجود الآن كفرع لكلية الآداب، ولكن يطلق عليه "قسم الآداب والثقافات الناطقة باللغة الإنجليزية. آب (أغسطس) 1882 - 12 نيسان (أبريل) 1945) كان التشيك اللغوي، مؤرخ أدبي ومؤسس مشارك لـ دائرة براغ اللغوية. يعتبر أحد مؤسسي الوظيفة الهيكلية في علم اللغة.
كان ماثيسيوس رئيس تحرير مجلتين لغويتين، "Travaux du Cercle Linguistique de Prague" («أعمال الدائرة اللغوية في براغ») و "Slovo a slovesnost" ("Word and Verbal Art")، والشريك المؤسس لثالث «نوفي أثينيوم». تغطي منشوراته الواسعة في هذه المجلات وأماكن أخرى مجموعة من المواضيع، بما في ذلك تاريخ الأدب الإنجليزي، بناء الجملة، التشيكية الأسلوب، والنشاط الثقافي.
بالإضافة إلى عمله في علم اللغة، أسس عام 1912 قسم فقه اللغة الإنجليزية في جامعة تشارلز، والذي كان أول قسم من هذا النوع في تشيكوسلوفاكيا. وظل رئيسًا للقسم حتى عام 1939، عندما أغلق النازيون جميع الجامعات التشيكية. القسم موجود الآن كفرع لكلية الآداب، ولكن يطلق عليه «قسم الآداب والثقافات الناطقة باللغة الإنجليزية».
Vilém Mathesius (Czech pronunciation: [ˈvɪlɛːm ˈmatɛːzɪjus], 3 August 1882 – 12 April 1945) was a Czech linguist, literary historian and co-founder of the Prague Linguistic Circle. He is considered one of the founders of structural functionalism in linguistics

## الحياة الشخصية والتعليم
ولد فيليم كأصغر ولدين من بدويتش وإيفيلينا ماثيسيوس. كان والده دباغًا ثريًا في طابور طويل من دباغي ساكسون الأصل، مدعيا أن كاتب [سيرة [مارتن لوثر]] [يوهان ماتيسوس] هو سلف. كان ابن عمه Bohumil Mathesius شاعرًا ومترجمًا.
  ولد فيليم في باردوبيتسه، وهي مدينة تقع في شرق بوهيميا (في الوقت الحاضر جمهورية التشيك، ثم جزءًا من الإمبراطورية النمساوية المجرية). عندما كان في الحادية عشرة من عمره، انتقلت عائلته غربًا إلى كولين، وهي بلدة قريبة من براغ. هناك حضر كلاسيكي [[Gymnasium (مدرسة] | "" gymnázium "]] وأولت اهتمامًا خاصًا بدراسة اللغة، وأخذ دروسًا في اللاتينية، اليونانية، الألمانية، والفرنسية، بالإضافة إلى لغته الأم التشيكية. كما قام بتدريس نفسه بعض الإيطالية والروسية، واجتمع مع القس Čeněk Dušek لدروس خاصة في الإنجليزية. أصدر Dušek أيضًا تعليم Mathesius في كالفينية، وهو الدين الذي مارسه Mathesius بنشاط وتفان طوال حياته.
  في عام 1901، بدأ ماثيسيوس دراسته لـ الجرمانية وفقه اللغة الرومانسية تحت Neogrammarian Jan Gebauer في جامعة تشارلز في براغ، حصل على بكالوريوس ودكتوراه هناك. كان موضوع أطروحة الدكتوراه، الذي قدمه عام 1907، هو انتقاد هيبوليت تين لـ شكسبير. أثناء عمله كمدرس مساعد للغة الألمانية في مدرسة ثانوية في بلزن، كتب أطروحة التأهيل وقدمها في عام 1909. قضى السنوات الثلاث التالية في العمل في جامعة تشارلز كـ "privatdozent"، ثم في عام 1912 عُيَّن كأستاذ أول في Anglistics (فقه اللغة الإنجليزية)، تأسيس القسم بشكل فعال. ظل رئيسًا للقسم حتى تم إغلاق جامعة تشارلز، جنبًا إلى جنب مع جميع الجامعات التشيكية الأخرى، بالقوة من قبل النازيين في 17 نوفمبر 1939. 
  في عام 1908 تزوج ماثيسيوس من Růžena Moravcová الذي كان معه في وقت لاحق ابنًا، Vilém (المعروف باسم Vilík). توفي Moravcová بشكل غير متوقع في عام 1933 خلال عملية روتينية. بعد فترة وجيزة، تزوجت ماثيسيوس شقيقتها أنتونيا.
  عانى ماثيسيوس من عدد من المشاكل الصحية خلال حياته. في عام 1922 أصيب بمرض في العين جعله في النهاية أعمى تمامًا. هذا جعله يعتمد على طلابه، بما في ذلك رينيه ويلليك وبوميليل ترنكا، لمساعدته في التدريس والقراءة والكتابة. بعد عشر سنوات، في عام 1932، تم تشخيصه بـ السل من الفقرات، مما تسبب في إصابته بالبطن لمدة عام ونصف (1932-1933). على الرغم من هذه الأمراض، واصل متابعة دراسته، وتعليم صفوفه، والعمل مع دائرة براغ،  حتى وفاته في براغ في 12 أبريل 1945.
بواسطة:ميّاس